# Zabaglione

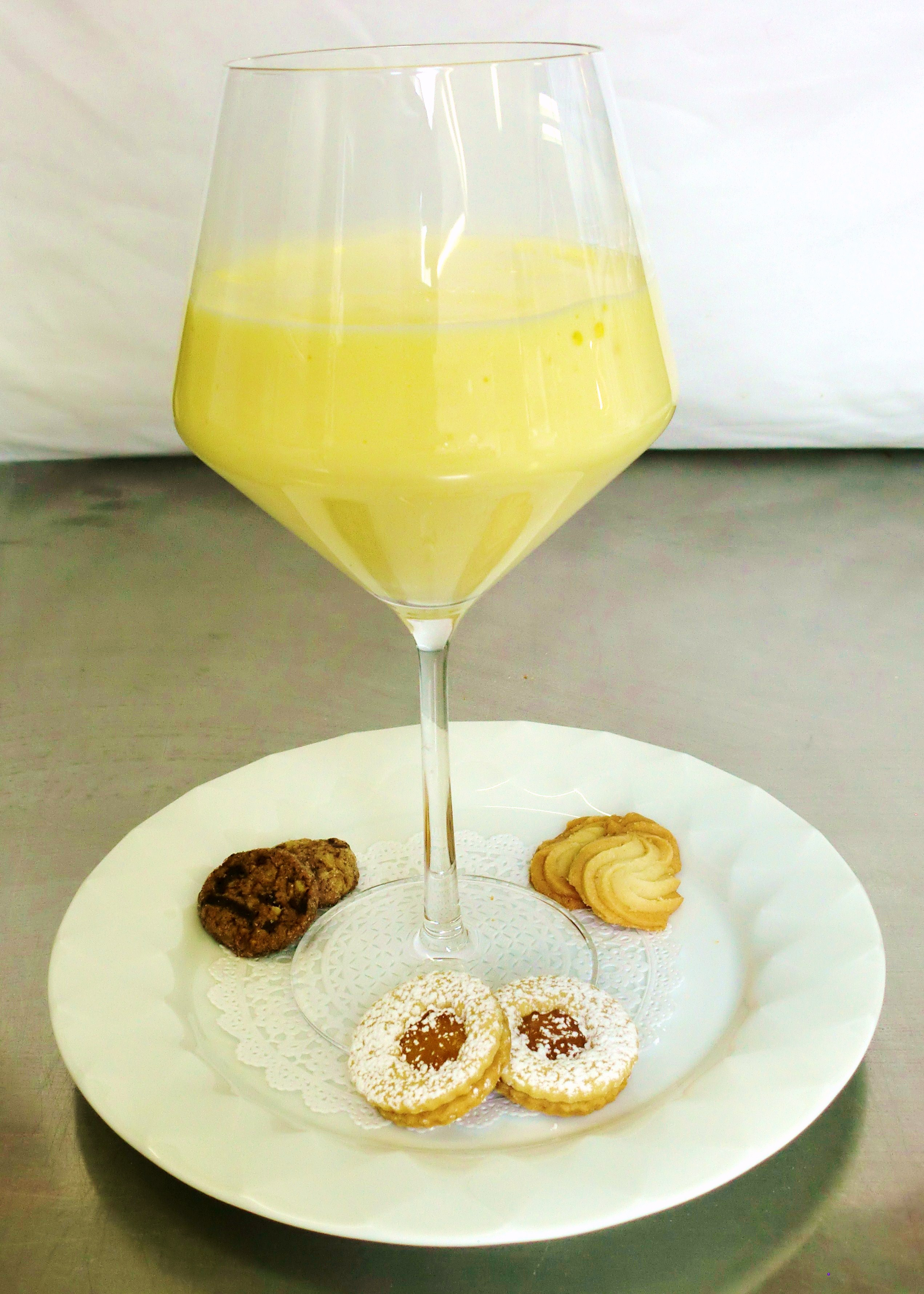
Zabaglione mit Gebäck

Die Zabaglione [dzaba'ʎone] oder Zabaione [dzabaˈjoːnə] (in Frankreich auch als Sabayon [sabajɔ̃] bekannt) ist eine Nachspeise der italienischen Küche. Es handelt sich um eine Weinschaumcreme, bei der zuerst Eigelb und Zucker weißschaumig geschlagen werden. Anschließend wird Marsala dazugegeben und die Mischung im Wasserbad schaumig geschlagen. Sowohl das Erwärmen als auch die Zugabe einer wasserhaltigen Flüssigkeit sind notwendig, damit ein stabiler Schaum entsteht. Serviert wird Zabaglione, warm oder kalt, meist in einem bauchigen Glas.
Statt Marsala werden auch andere alkoholhaltige Getränke verwendet. Während Pellegrino Artusi Ende des 19. Jahrhunderts „Wein aus Zypern, Marsala oder Madeira“ als Alternative aufführt, nennen heutige Quellen neben Marsala zum Beispiel Moscato d’Asti, aber auch Varianten mit Rotwein (im Piemont mit Barolo) oder Weißwein.
Die Erfindung dieses Rezepts wird sowohl Bartolomeo Scappi, einem italienischen Koch des 16. Jahrhunderts, zugeschrieben als auch einem Koch am Hof des Herzogs Karl Emanuel I. von Savoyen im 17. Jahrhundert. Im späten 19. Jahrhundert war eine Variante unter dem Namen Gogol-Mogol bei russischen Aristokraten beliebt. Das Gericht kam vermutlich über einen französischen Koch nach Sankt Petersburg.